# آناهیتا زاهدی‌فر
آناهیتا زاهدی‌فر (زادهٔ ۲۶ دی ۱۳۸۱) شطرنج‌باز ایرانی و عضو تیم ملی شطرنج بانوان ایران است.
او در سال ۲۰۱۵ عنوان استاد فیده زنان را کسب کرد.

## افتخارات
وی سابقه قهرمانی در مسابقات قهرمانی شطرنج زنان ایران در سال ۱۳۹۸ با امتیاز ۸٫۵ از ۱۱ بازی؛ و قهرمانی تیمی زیر ۱۶ سال جهان با تیم ایران در سال ۲۰۱۶ را دارد.
- عضو تیم ملی جمهوری اسلامی ایران در چهل و سومین دوره المپیاد جهانی شطرنج در باتومی گرجستان و چهل و چهارمین دوره المپیاد جهانی شطرنج در چنای هندوستان[۴]
- قهرمانی شطرنج زیر ۱۰ سال ایران در سال های (۲۰۱۲) و (۲۰۱۳)
- قهرمانی شطرنج زیر ۱۲ سال ایران با امتیاز ۸ از ۹ بازی (۲۰۱۴)
- قهرمان شطرنج انفرادی زیر ۱۰ سال زنان آسیا (۲۰۱۳)
- قهرمان شطرنج جوانان زنان آسیا در بخش سریع در فیلیپین (۲۰۲۲)
- قهرمانی شطرنج تیمی زیر ۱۴ سال زنان آسیا (۲۰۱۵)
- مقام اول تیمی مسابقات تیمی زیر ۱۶ سال جهان (۲۰۱۶)